# BUS:STOP Krumbach

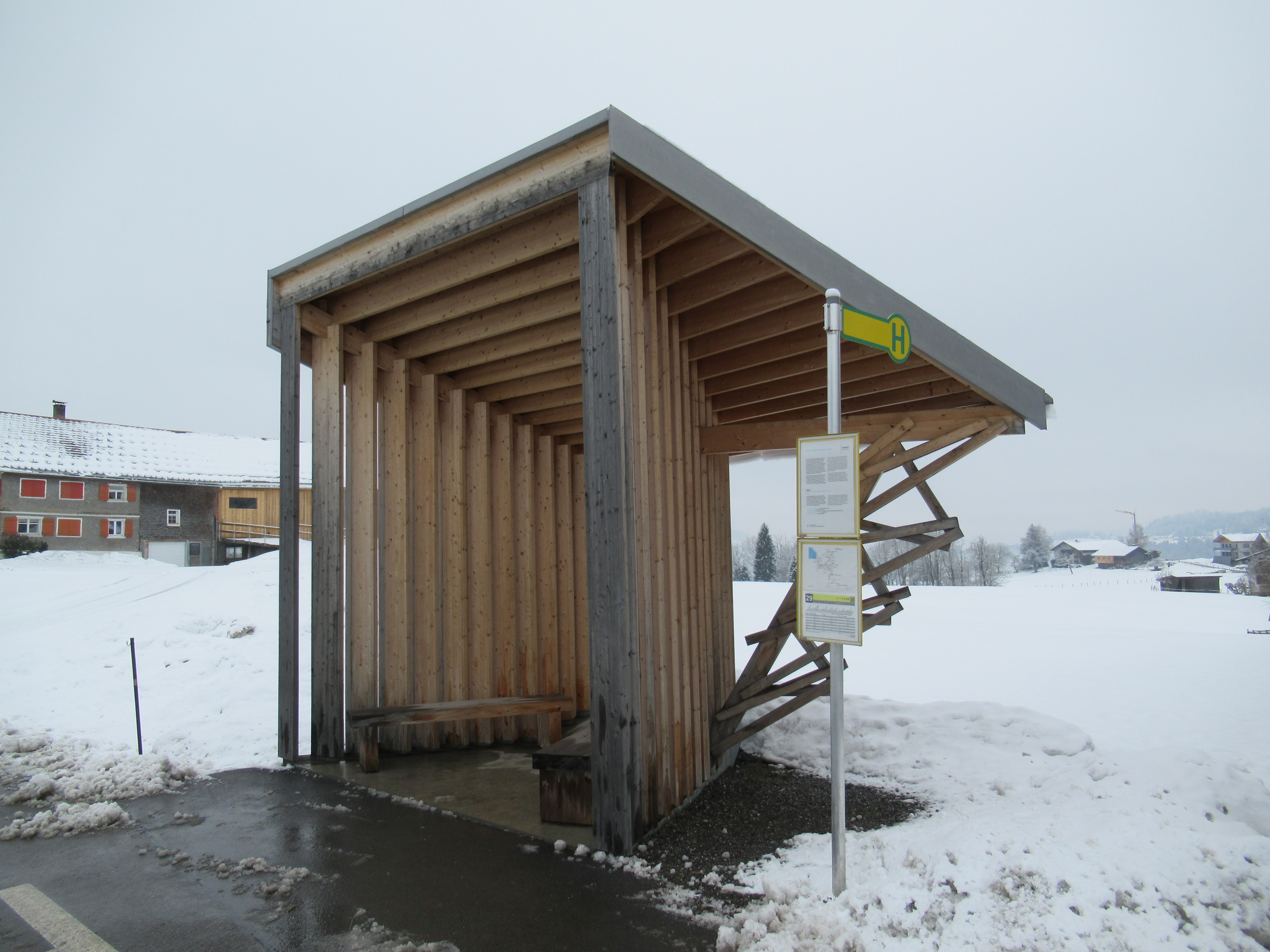
Pensilina a Krumbach-Glatzegg.

Il BUS:STOP Krumbach è un progetto di ristrutturazione e riqualificazione di sette fermate bus a Krumbach nel Vorarlberg (Austria).

## Storia
Nel 2010 la comunità locale giunse alla conclusione che le pensiline dell'autobus di Krumbach dovevano essere ricostruite. In collaborazione con l'Architekturzentrum Wien e il Vorarlberger Architektur Institut, sette studi di architettura provenienti da Russia, Spagna, Belgio, Norvegia, Giappone, Cina e Cile sono stati invitati a progettare sette fermate dell'autobus. Nel 2014 le sette fermate sono state erette in stretta collaborazione con gli architetti e gli artigiani locali.

## Premi
Il progetto BUS:STOP Krumbach ha vinto diversi premi tra cui
- premio speciale del Staatspreis Architektur 2014[2] (premio statale austriaco per l'architettura)
- Staatspreis PR 2014[3] (premio statale austriaco per la comunicazione e le relazioni pubbliche)
- Architects' Client of the Year 2014 dell'Iconic Award[4]
- premio Tourismus-Innovationen 2014[5] (premio per turismo ed innovazioni del Vorarlberg)
- l'Adwin 2015

## Elenco delle fermate
| N° | Fermata            | Architetto                                              | Architetto partner                           | Statica                      | Artigiani | Sponsor                       | Immagine |
| -- | ------------------ | ------------------------------------------------------- | -------------------------------------------- | ---------------------------- | --- | ----------------------------- | -------- |
| 1  | Krumbach-Zwing     | Smiljan Radic, Cile                                     | Bernardo Bader                               | Mader Flatz, (Bregenz)       | Felder Metall (Andelsbuch), Holzwerkstatt Markus Faißt (Hittisau), Oberhauser & Schedler Bau (Andelsbuch), Spenglerei Manfred Baldauf (Doren)                                     | Morscher Bau (Mellau)         |          |
| 2  | Unterkrumbach Nord | Ensamble Studio, Antón García-Abril/Débora Mesa, Spagna | Dietrich/Untertrifaller Architekten          | Mader Flatz,(Bregenz)        | Zimmerei Gerhard Berchtold (Schwarzenberg) | Hypo Vorarlberg               |          |
| 3  | Unterkrumbach Süd  | Architecten De Vylder Vinck Taillieu, Belgio            | Thomas Mennel (MeMux), (Schwarzenberg)       | gbd (Dornbirn)               | Waldmetall Dietmar Bechter (Hittisau), Haller Bau (Sulzberg), Malerei Raid (Krumbach)                                                                                             | EHG Stahl Metall (Dornbirn)   |          |
| 4  | Krumbach-Glatzegg  | Wang Shu/Lu Wenyu (Amateur Architecture Studio), Cina   | Hermann Kaufmann (Schwarzach)                | Merz Kley Partner (Dornbirn) | Kaufmann Zimmerei (Reuthe), Haller Bau (Sulzberg), Spenglerei Manfred Baldauf (Doren)                                                                                             | Sutterlüty (Egg)              |          |
| 5  | Krumbach-Kressbad  | Rintala Eggertsson Architects, Norvegia                 | Baumschlager Hutter Partners                 | Mader Flatz (Bregenz)        | Tischlerei Steurer mit Krumbacher Handwerkern, Schindeln Peter Lässer (Lingenau), Malerei Raid (Krumbach), Musikverein Krumbach, Offroader Krumbach                               | I+R Schertler Bau (Lauterach) |          |
| 6  | Oberkrumbach       | Alexander Savvich Brodsky, Russia                       | Hugo Dworzak (Architekturwerkstatt Lustenau) | Merz Kley Partner (Dornbirn) | Zimmerei Gerhard Bilgeri (Riefensberg), Spenglerei Manfred Baldauf (Doren), Oberhauser & Schedler Bau (Andelsbuch), Malerei Raid (Krumbach), Raum in Form Raimund Fink (Krumbach) | Rhomberg Gruppe (Bregenz)     |          |
| 7  | Krumbach-Bränden   | Sou Fujimoto, Giappone                                  | Bechter Zaffignani Architekten (Bregenz)     | gbd (Dornbirn)               | Eberle Metall Exclusiv (Hittisau), Malerei Raid (Krumbach), Zimmerei Gerhard Berchtold (Schwarzenberg), Haller Bau (Sulzberg)                                                     | Illwerke/VKW-Gruppe (Bregenz) |          |